# Sân vận động Genève
Sân vận động Genève (tiếng Pháp: Stade de Genève), còn được gọi là Sân vận động Praille, là một sân vận động ở Lancy, bang Genève, Thụy Sĩ. Sân có sức chứa 30.084 chỗ ngồi. Đây là sân nhà của Servette FC.

## Các trận đấu

### Giải vô địch bóng đá châu Âu 2008
Sân vận động là một trong những địa điểm tổ chức Giải vô địch bóng đá châu Âu 2008.
Các trận đấu sau đây đã được tổ chức tại sân vận động trong Euro 2008:
| Ngày                | Thời gian (CEST) | Đội #1     | Kết quả | Đội #2       | Vòng   | Khán giả |
| ------------------- | ---------------- | ---------- | ------- | ------------ | ------ | -------- |
| 7 tháng 6 năm 2008  | 20:45            | Bồ Đào Nha | 2–0     | Thổ Nhĩ Kỳ   | Bảng A | 29.016   |
| 11 tháng 6 năm 2008 | 18:00            | Bồ Đào Nha | 3–1     | Cộng hòa Séc | Bảng A | 29.016   |
| 15 tháng 6 năm 2008 | 20:45            | Thổ Nhĩ Kỳ | 3–2     | Cộng hòa Séc | Bảng A | 29.016   |

## Các trận đấu quốc tế

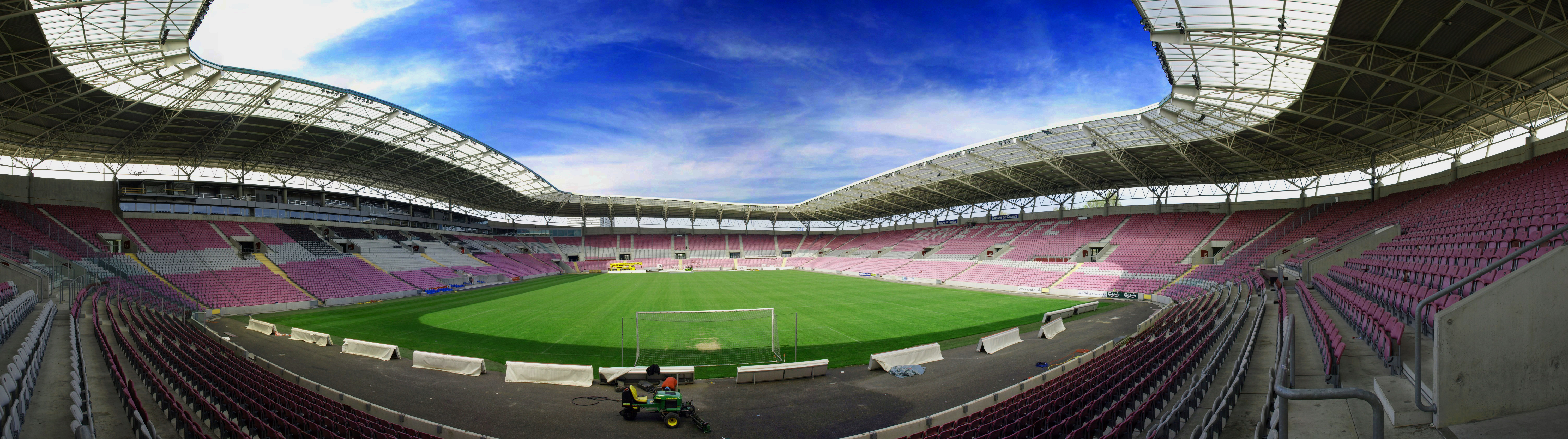
Sân vận động Genève

| Ngày                 |             | Kết quả |                  | Giải đấu                 |
| -------------------- | ----------- | ------- | ---------------- | ------------------------ |
| 30 tháng 3 năm 2003  | Thụy Sĩ     | 1–2     | Ý                | Giao hữu                 |
| 11 tháng 6 năm 2003  | Thụy Sĩ     | 3–2     | Albania          | Vòng loại Euro 2004      |
| 20 tháng 8 năm 2003  | Thụy Sĩ     | 0–2     | Pháp             | Giao hữu                 |
| 28 tháng 4 năm 2004  | Thụy Sĩ     | 2–1     | Slovenia         | Giao hữu                 |
| 12 tháng 11 năm 2005 | Anh         | 3–2     | Argentina        | Giao hữu                 |
| 16 tháng 11 năm 2005 | Ý           | 1–1     | Bờ Biển Ngà      | Giao hữu                 |
| 31 tháng 5 năm 2006  | Thụy Sĩ     | 1–1     | Ý                | Giao hữu                 |
| 4 tháng 6 năm 2006   | Brasil      | 4–0     | New Zealand      | Giao hữu                 |
| 7 tháng 6 năm 2006   | Tây Ban Nha | 2–1     | Croatia          | Giao hữu                 |
| 2 tháng 9 năm 2006   | Áo          | 2–2     | Costa Rica       | Giao hữu                 |
| 6 tháng 9 năm 2006   | Thụy Sĩ     | 2–0     | Costa Rica       | Giao hữu                 |
| 22 tháng 8 năm 2007  | Thụy Sĩ     | 2–1     | Hà Lan           | Giao hữu                 |
| 20 tháng 8 năm 2008  | Thụy Sĩ     | 4–1     | Síp              | Giao hữu                 |
| 11 tháng 2 năm 2009  | Thụy Sĩ     | 1–1     | Bulgaria         | Giao hữu                 |
| 1 tháng 4 năm 2009   | Thụy Sĩ     | 2–0     | Moldova          | Vòng loại World Cup 2010 |
| 14 tháng 11 năm 2009 | Thụy Sĩ     | 0–1     | Na Uy            | Giao hữu                 |
| 5 tháng 6 năm 2010   | Thụy Sĩ     | 1–1     | Ý                | Giao hữu                 |
| 17 tháng 11 năm 2010 | Thụy Sĩ     | 2–2     | Ukraina          | Giao hữu                 |
| 9 tháng 2 năm 2011   | Argentina   | 2–1     | Bồ Đào Nha       | Giao hữu                 |
| 10 tháng 8 năm 2011  | Bờ Biển Ngà | 4–3     | Israel           | Giao hữu                 |
| 14 tháng 11 năm 2012 | Albania     | 0–0     | Cameroon         | Giao hữu                 |
| 21 tháng 3 năm 2013  | Ý           | 2–2     | Brasil           | Giao hữu                 |
| 8 tháng 6 năm 2013   | Thụy Sĩ     | 1–0     | Síp              | Vòng loại World Cup 2014 |
| 10 tháng 6 năm 2013  | Croatia     | 0–1     | Bồ Đào Nha       | Giao hữu                 |
| 10 tháng 9 năm 2013  | Tây Ban Nha | 2–2     | Chile            | Giao hữu                 |
| 25 tháng 5 năm 2014  | Kosovo      | 1–3     | Sénégal          | Giao hữu                 |
| 4 tháng 6 năm 2014   | Algérie     | 2–1     | România          | Giao hữu                 |
| 16 tháng 6 năm 2015  | Ý           | 0–1     | Bồ Đào Nha       | Giao hữu                 |
| 28 tháng 5 năm 2016  | Thụy Sĩ     | 1–2     | Bỉ               | Giao hữu                 |
| 25 tháng 3 năm 2017  | Thụy Sĩ     | 1–0     | Latvia           | Vòng loại World Cup 2018 |
| 26 tháng 3 năm 2018  | Bồ Đào Nha  | 0–3     | Hà Lan           | Giao hữu                 |
| 31 tháng 5 năm 2018  | Maroc       | 0–0     | Ukraina          | Giao hữu                 |
| 1 tháng 6 năm 2018   | Tunisia     | 2–2     | Thổ Nhĩ Kỳ       | Giao hữu                 |
| 4 tháng 6 năm 2018   | Maroc       | 2–1     | Slovakia         | Giao hữu                 |
| 15 tháng 10 năm 2019 | Thụy Sĩ     | 2–0     | Cộng hòa Ireland | Vòng loại Euro 2020      |
| 9 tháng 10 năm 2021  | Thụy Sĩ     | 2–0     | Bắc Ireland      | Vòng loại World Cup 2022 |